# Darrell Pace
Darrell Owen Pace (ur. 23 października 1956 w Cincinnati) – amerykański łucznik sportowy. Trzykrotny medalista olimpijski.
Występy wśród seniorów na arenie międzynarodowej rozpoczął w wieku 16 lat. W 1976 został mistrzem olimpijskim. Cztery lata później zakwalifikował się do reprezentacji na igrzyska w Moskwie, jednak Amerykanie je zbojkotowali. Drugi raz triumfował na IO w Los Angeles w 1984. Swój ostatni – srebrny – krążek olimpijski wywalczył w Seulu w drużynie. Był także mistrzem świata (1975 i 1979), zwyciężał na igrzyskach panamerykańskich i w mistrzostwach Stanów Zjednoczonych.

## Starty olimpijskie (medale)
Montreal 1976
- konkurs indywidualny –  złoto

Los Angeles 1984
- konkurs indywidualny –  złoto

Seul 1988
- konkurs drużynowy –  srebro

## Starty w igrzyskach panamerykańskich
San Juan 1979
- konkurs indywidualny –  srebro
- konkurs drużynowy –  złoto

Caracas 1983
- konkurs indywidualny –  złoto
- konkurs drużynowy –  złoto

Indianapolis 1987
- konkurs indywidualny –  brąz
- konkurs drużynowy –  złoto

Hawana 1991
- konkurs indywidualny –  złoto
- konkurs drużynowy –  złoto